# Галгауска
Га́лгауска (латыш. Galgauska) — населённый пункт в северо-восточной части Латвии, расположенный в Галгаускской волости Гулбенского края. До 1 июля 2009 года входил в состав Гулбенского района.
Является центром Галгаускской волости. Расстояние до Гулбене 17 км, до Риги — 134 км. По данным на 2015 год, в населённом пункте проживало 205 человек.

## История
Современное поселение находится на территории, некогда принадлежавшей Галгаускскому поместью. Ранее назывался Вейши.
В советское время населённый пункт был центром Галгауского сельсовета Гулбенского района. В селе располагался колхоз «Копдарбиба».
В Галгауске имеются: 2 магазина, Галгаускская начальная школа, Дом культуры, Галгаускская волостная библиотека, фельдшерский пункт, почтовое отделение.